# Tipula psittacina
Tipula psittacina är en tvåvingeart som beskrevs av Alexander 1962. Tipula psittacina ingår i släktet Tipula och familjen storharkrankar. Inga underarter finns listade i Catalogue of Life.